# 科爾尼夫
48°47′53″N 25°20′12″E / 48.79806°N 25.33667°E
科爾尼夫（烏克蘭語：Корнів），是烏克蘭的村落，位於該國西部伊萬諾-弗蘭科夫斯克州，由科洛梅亚区負責管轄，始建於1455年，面積12.87平方公里，2001年人口764，人口密度每平方公里59.3人。